# Paridris aeneus
Paridris aeneus är en stekelart som först beskrevs av William Harris Ashmead 1894.  Paridris aeneus ingår i släktet Paridris och familjen Scelionidae. Inga underarter finns listade i Catalogue of Life.